# Asztrahán
Asztrahán (oroszul Астрахань / Asztrahany; tatárul: Ästerxan) (perzsául حاجی‌ترخان Haji-Tarkhan), nagyváros Oroszországban, a Kaszpi-tenger északi partjától mintegy 100 km-re. Az Asztraháni terület székhelye.

## Fekvése
A város a Kaszpi-mélyföldön, a Volga folyó deltájának 11 szigetén, a folyó Kaszpi-tengeri torkolatához közel, Európa és Ázsia határán fekszik.

## Éghajlata
| Hónap                                  | Jan.  | Feb.  | Már.  | Ápr. | Máj. | Jún. | Júl. | Aug. | Szep. | Okt.  | Nov.  | Dec.  | Év    |
| -------------------------------------- | ----- | ----- | ----- | ---- | ---- | ---- | ---- | ---- | ----- | ----- | ----- | ----- | ----- |
| Átlagos max. hőmérséklet (°C)          | −0,1  | 0,8   | 7,8   | 17,4 | 23,8 | 29,3 | 32,0 | 30,7 | 24,4  | 16,3  | 7,4   | 1,2   | 16,0  |
| Átlagos min. hőmérséklet (°C)          | −6,5  | −7,1  | −1,9  | 5,9  | 12,1 | 17,4 | 19,6 | 18,1 | 12,3  | 6,0   | 0,4   | −4,6  | 6,0   |
| Rekord min. hőmérséklet (°C)           | −31,8 | −33,6 | −26,9 | −8,9 | −1,1 | 6,1  | 10,1 | 6,1  | −2,0  | −10,5 | −25,8 | −29,9 | −33,6 |
| Átl. csapadékmennyiség (mm)            | 16    | 12    | 16    | 23   | 28   | 25   | 24   | 21   | 17    | 18    | 18    | 16    | 234   |
| Havi napsütéses órák száma             | 87    | 106   | 163   | 226  | 293  | 316  | 332  | 309  | 252   | 181   | 84    | 58    | 2407  |
| Forrás: Pogoda.ru.net; NOAA (napsütés) |       |       |       |      |      |      |      |      |       |       |       |       |       |

## Demográfia
Lakossága: 520 339 fő (a 2010. évi népszámláláskor), melyből 339 853 orosz, 30 432 tatár, 23 783 kazah, 5 737 azeri, 4 195 örmény, 4 141 ukrán, 3 777 nogaj, 3 693 avar, 3 255 lezg, 2 141 cigány, 1 657 csecsen, 1 184 üzbég, 1 147 kalmük, 895 dargin, 870 fehérorosz, 805 koreai, 738 kumik, 685 tabaszaran, 605 zsidó, 592 grúz, 445 tádzsik, 408 lak, 396 német, 295 csuvas, 285 ingus, 280 török, 277 türkmén, 267 mordvin, 257 baskír, 250 kirgiz, 246 oszét, 234 moldáv, 121 görög, 112 arab, 109 iráni, 107 mari, 101 rutul, 100 vietnámi, 92 lengyel, 88 kabard, 86 karacsáj, 83 caur, 71 udmurt, 56 karakalpak, 55 agul, 55 cserkesz, 53 bolgár, 51 komi, 48 litván, 46 udin, 43 talis, 38 lett, 37 ujgur, 28 ezid, 27 gagauz, 21 abaza, 19 észt, 17 magyar, 15 szerb, 14 balkár, 14 hindi, 14 román, 12 abház, 12 finn, 12 olasz, 11 asszír, 10 afgán, 10 burját, 10 tat stb.

## Története
A Volga-delta termékeny területe évezredek óta ösztönözte az embert a letelepedésre. A település gyorsan fejlődött és előbb a Kazár Kaganátus, majd az Arany Horda fővárosa lett. A várost magát a 13. század elején említik először európai utazók Xacitarxan néven. Timur Lenk serege elfoglalta és porig égette. 1459-től 1556-ig az Asztraháni Kánság székhelye volt. A középkori város romjait a régészek a mai várostól 12 km-re találták meg. 1556-ban Rettegett Iván véres ostrom után elfoglalta a várost és a Volga fölötti dombon új erődítményt emeltetett. Asztrahán várát 1569-ben a török is megostromolta, de kudarcot vallott. Egy évi sikertelen ostrom után a szultán lemondott a város megszerzéséről, ezzel újra megnyílt az út a volgai orosz vízi kereskedelem előtt. A 17. században a város Oroszország keleti kapuja lett. Az alsóvárosban sok örmény és perzsa kereskedő telepedett le, ez színesítette és nemzetközivé tette a települést.
Asztrahánt 1670–71-ben tizenhét hónapig a kozákok tartották megszállva. A 18. század elején I. Péter orosz cár hajógyárat építtetett ide, és a város a perzsák elleni hadjárat kiindulópontja lett.
1705-ben a város fellázadt a cári uralom ellen, és Bulavin kozákjai szállták meg. Ezt megelőzően a kalmük kán serege eredménytelenül ostromolta a várat. 1711-ben kormányzói székhely lett. Hat évvel később az első közép-ázsiai orosz vállalkozás kiindulóbázisa volt. 1719-ben a perzsák kifosztották. 1702-ben, 1718-ban és 1767-ben tűzvész pusztította. II. Katalin cárnő fontos ipari központtá építette ki. 1830-ban a kolerajárvány a lakosság nagy részét kipusztította.

## Nevezetességei
- Az asztraháni vár, a kreml az 1580-as évektől az 1620-as évekig épült. Két hatalmas székesegyházát 1700-ban és 1710-ben szentelték fel. Az épületek megőrizték a hagyományos orosz építészet jellegzetességeit, de külső díszítésükben barokk hatás érződik.

Az asztraháni kreml épületegyüttese a 17-18. századi az ortodox egyházi építészet, valamint
a 16. századi katonai és mérnöki építőművészet csodás emlékműve. 1558-ban egy fa erőd épült.
Rettenetes Iván uralkodása alatt elkezdődött a kreml átépítése. Ekkor követ használtak. A helyi domborzati adottságoknak megfelelve készült el,- 1589-re,- a nyolc toronyból és a köztes falakból álló építmény.
A kreml főbb fizikai adatai:
- derékszögű háromszög alakú,
- a falak vastagsága 3-3,5 m és magassága 7-11,3 m
- a falak teljes hossza 1554 m,
- a teljes terület 11 hektár.
A kezdeti nyolc toronyból hét maradt fenn napjainkra.Három közülük kaputorony, a négy másik „vak”:
- Vörös-kapu,
- Nikoláj-kapu,
- Precsiszteni-kapu,
- Lőszer(vagy "kínzás")-torony,
- Arhirejszkaja-,
- Zsitnaja-
és a Krími-torony.
A kreml templomai:
- a Mennybemenetele katedrális
- Szentháromság katedrális (1568)
- Kirill-kápolna (1677),
- Nikolszka-templom (a kapu feletti), (1738)
- székesegyház harangtornya (80 m magas, 1910).
Az asztraháni kreml Nagyboldogasszony székesegyház, az egyik legszebb, 18. századi eleji orosz egyházi épület.
A városban található még a Fehér mecset is, valamint a Kirovszkij Piac, ami nevét a várostól mintegy 50 km-re délre található Kirovszkij községről kapta.

## Híres emberek
- Joseph Deniker, francia természettudós, antropológus
- Ilja Nyikolajevics Uljanov, Lenin apja
- Vaszilij Kirilovics Tregyakovszkij orosz költő
- Rinat Daszajev egykori szovjet válogatott kapus

- Asztrahán a 17. században.
- Az asztraháni kreml egyik temploma.
- Az asztraháni kreml tornyai.

## További információk

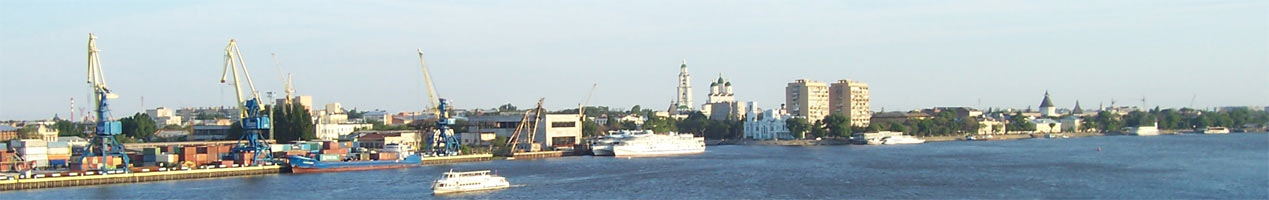
Asztrahán a kikötővel